# Kisses and Kills
『Kisses and Kills』(キッシーズ・アンド・キルズ) は、日本のロック・バンド・THE ORAL CIGARETTESの4枚目となるフルアルバム。2018年6月13日にA-Sketchから発売された。

## 解説
- フルアルバムとしては、前作 『UNOFFICIAL』以来約1年4か月ぶりのリリースとなった。
- 初回限定盤と通常盤の2種類でリリースされ、初回盤は三方背スリーブ仕様となっている。初回盤のDVDには2018年2月15日に開催された初の大阪城ホールワンマン公演"唇ワンマンライブ 2018 WINTER「Diver In the BLACK Tour～ReI of Lights～」"at 大阪城ホールでのライブ映像とReI projectドキュメンタリー映像を収録。
- 初回盤と通常盤共通でBKW!!カード(Kisses and Kills ver.)を封入。
- なお、2018年10月20日にはメンバー監修によるバンドスコアが発売された。[1]

### チャート成績
- 2018年6月25日付オリコン週間アルバムランキングで初週25,350枚を売り上げ、初登場1位を獲得した。[2]

## 収録曲
1. もういいかい? [2:19]
2. BLACK MEMORY [4:12]
  - 8thシングル。映画「亜人」主題歌。[3]
3. PSYCHOPATH [4:01]
4. Ladies and Gentlemen [2:36]
5. What you want [4:01]
6. トナリアウ [4:35]
  - 7thシングル。TVアニメ『サクラダリセット』EDテーマ。[4]
7. リブロックアート [4:01]
8. 容姿端麗な嘘 [3:54]
9. ONE'S AGAIN [4:42]
  - 7thシングル。
10. ReI [4:17]

### DVD (初回盤)
Diver In the BLACK Tour ～ReI of Lights～ 2018.2.15@大阪城ホール
1. カンタンナコト
2. N.I.R.A
3. マナーモード
4. 接触
5. Flower
6. 大魔王参上
7. BLACK MEMORY
8. 起死回生STORY
9. ReI

ReI project Documentary Movie